# Meno
|  | No s'ha de confondre amb Menó. |

Meno és un poble del Comtat de Major a l'estat d'Oklahoma (Estats Units d'Amèrica). Segons el cens dels Estats Units del 2000 tenia 195 habitants.

## Demografia
Segons el cens del 2000, Meno tenia 195 habitants, 78 habitatges, i 56 famílies. La densitat de població era de 396,3 habitants per km².
Dels 78 habitatges en un 33,3% hi vivien nens de menys de 18 anys, en un 69,2% hi vivien parelles casades, en un 2,6% dones solteres, i en un 28,2% no eren unitats familiars. En el 26,9% dels habitatges hi vivien persones soles el 20,5% de les quals corresponia a persones de 65 anys o més que vivien soles. El nombre mitjà de persones vivint en cada habitatge era de 2,5 i el nombre mitjà de persones que vivien en cada família era de 3,04.
Per edats la població es repartia de la següent manera: un 26,7% tenia menys de 18 anys, un 5,6% entre 18 i 24, un 25,6% entre 25 i 44, un 18,5% de 45 a 60 i un 23,6% 65 anys o més.
L'edat mediana era de 40 anys. Per cada 100 dones de 18 o més anys hi havia 88,2 homes.
La renda mediana per habitatge era de 32.750 $ i la renda mediana per família de 35.000 $. Els homes tenien una renda mediana de 30.500 $ mentre que les dones 19.688 $. La renda per capita de la població era de 20.697 $. Cap de les famílies i l'1,7% de la població estaven per davall del llindar de pobresa.

## Poblacions més properes
El següent diagrama mostra les poblacions més properes.